# Història del ciclisme a Catalunya

## Els primers clubs ciclistes
De la mateixa manera com va passar a la resta d'Europa, el ciclisme fou un dels primers esports que agafà força i popularitat a casa nostra. D'aquesta manera, s'anà imposant a Catalunya des dels anys 80 del segle xix. La primera entitat cliclista de Catalunya fou el Club Velocipèdic de Barcelona, del 1884 fundat per Claudi de Rialp i Manuel Duran i Ventosa. Poc després apareix el Sport Ciclista Català, primer club de cabdal importància a la península.
El 1887 es fundaren el Velo-Club a Barcelona i el Veloz Club de Lleida. Entre 1888 i 1891 es fundaren clubs a Reus (Veloz Club), Tarragona (Club Velocipedista), Tortosa, Valls, Mataró (Sport Mataronés, 1893, fusió del Club Mataronès de Velocípedes -1892- i El Pedal Mataronès -1893-), Terrassa, Sabadell (Club Velocipèdic Sabadellenc), Girona, Olot i Figueres (Sport Figuerenc 1891, que construí el primer velòdrom de Catalunya el 1893), i d'altres a la ciutat de Barcelona. També el 1893 es construí el Velòdrom de la Bonanova amb 400 metres de corda i considerat el millor d'Europa del moment. El 1895 es construïren el velòdrom de Reus, i l'any següent el de Lleida. A Barcelona es construeixen, també, els Nou velòdroms del carrer Aragó (del Velo-Club) i el del carrer Muntaner (amb 250 metres de corda). El 1903 es construí el Velòdrom de Tirador a Palma, impulsat pel Veloç Sport Balear, entitat molt destacada a les Illes. El 1898 es creà l'Sport Club Lleidatà i el 1906 es crea el Bétulo Sports a Badalona.

## Primers organismes i competicions
Pel que fa als organismes ciclistes, el 1895, Claudi de Rialp funda a Barcelona la Unión Velocípédica Española, però no tingué una forta embranzida fins que fou refundada el 1899 pel mateix Claudi de Rialp i Josep Elias i Juncosa. El 1897 es creà la Unió Velocipèdica Catalana.
El món del ciclisme va anar lligat al món del turisme-excursionisme abans d'entrar al món de la competició. El 1885 es disputà el primer campionat ciclista guanyat per Artur Periquet. El 1910 comença a planar sobre l'ambient ciclista català la idea de crear una volta ciclista a Catalunya. Ja s'havia disputat, amb gran èxit, la Volta a Tarragona (1908) i aquells entusiastes (entre ells Narcís Masferrer, director d'El Mundo Deportivo i president de la UVE, i Miquel Arteman, redactor de ciclisme del mateix diari) decideixen tirar endavant el projecte. Així naixia el 1911 Volta Ciclista a Catalunya organitzada pel Club Deportivo de Barcelona, amb tres etapes (Barcelona-Tarragona, Tarragona-Lleida i Lleida-Barcelona) i 363 quilòmetres, i guanyada per Sebastià Masdeu. Després de les tres primeres exitoses edicions, la Volta sofreix una aturada entre 1914 i 1919 a causa de la Primera Guerra Mundial, unida a la falta de suport oficial. El 1920 gràcies a gent com Santiago Jaumandreu, tira endavant una nova edició, aquest cop amb participació internacional.

## La Unió Esportiva de Sants entra en escena
El 1922 es forma la Unió Esportiva de Sants, com a fusió del FC Internacional, el Centre d'Esports de Sants, el Club Velo de Sants i el Club Ciclista Nou Velòdrom, primer com a club de futbol i després de ciclisme. L'any 1923, amb Raimon Torres, president de la secció ciclista de la UE Sants, al capdavant, el club tira endavant la cinquena edició de la Volta. Fou l'embranzida decisiva per una prova que ja no s'aturaria.
El desembre de 1926 s'inaugura el velòdrom de Sants, al carrer Rolanda, amb una corda de 250 metres, substituint l'antic velòdrom del carrer Sant Jordi. Es produeix, a Catalunya, una autèntica febre per les proves de pista. El velòdrom de Reus i el de la Creu Alta a Sabadell funcionen al màxim. Destaca per damunt de tothom el mallorquí Miquel Bover. Pel que fa a la carretera, la gran estrella d'aquells anys és un jove nascut a Olite (Navarra), però de ben petit integrat a Catalunya i que serà el millor ciclista en carretera de l'estat del moment. Gran dominador de la Volta i del campionat d'Espanya, el seu nom marcà una època durant els anys vint i trenta: Marià Cañardo. Un altre gran corredor fou el valencià resident a Pau (Occitània), Salvador Cardona. Un altre dels grans de la dècada va ser Josep M Sans Ciurana, que va combinar amb èxit les proves de carretera amb les de pista, sent l'heroi local de Reus al velòdrom de la Casa del Poble.
Altres clubs destacats durant aquests anys foren l'Sport Ciclista Català (1912 en separar-se de la UVE), l'Agrupació Ciclista de Montjuïc (1918), la Unió Ciclista Bordeta (1920) i la Societat Velocipèdica de Tortosa (1921), l'Agrupació Esportiva de Reus, el Club Ciclista de Gràcia i el Club Velo-Sport de Sabadell.

## El ciclisme a la post-guerra
Durant les dècades dels 40 i 50 destacarem tres noms propis: el valencià Bernardo Ruiz, el mallorquí Guillem Timoner i el català Miquel Poblet. Bernardo Ruiz, originari d'Oriola, arribà a la Volta del 1945 com un desconegut i la guanyà. Més tard destacaren les seves bones actuacions al Tour i les seves victòries al campionat d'Espanya de fons en carretera. Guillem Timoner es proclamà campió del món en l'especialitat de mig fons darrere moto sis cops (1955, 1959, 1960, 1962, 1964 i 1965). A més fou diverses vegades campió d'Espanya de velocitat. La gran figura del ciclisme català de l'època fou sens dubte Miquel Poblet. Recordat principalment per les seves victòries a clàssiques com la Milà-Torí o la Milà-San Remo, també guanyà dos cops la Volta o trofeus catalans com la Narcís Masferrer i la Canto Arroyo. El 1955 vencé a la Midi Libre. Guanyador de força etapes a Tour i Giro, arribà a ser líder de les dues curses. També fou campió d'Espanya de velocitat diversos cops. A Itàlia defensa els colors dels equips Ignis i Faema, on arribà a ser un gran ídol.
Pel que fa als clubs, entre 1940 i 1960 destaquen les seccions del FC Barcelona, RCD Espanyol, o l'U.C. Hospitalet, C.C. Barcelona i C. Catalunya. Comencen a aparèixer els primers equips amb noms comercials, que a partir de 1960 seran majoria.

## Del 1960 fins a l'actualitat
A inicis dels 60 s'organitzaven a Catalunya una sèrie de curses d'un dia que duraven una setmana exacta. Cada cursa atorgava uns punts i al final el guanyador era el que més punts tenia. D'aquest estrany predecessor va néixer la Setmana Catalana de Ciclisme, creada per Joaquim Sabaté i Antoni Vallugera. El desenvolupament fou ràpid i la cursa agafà ràpidament gran prestigi a Europa. A partir dels 70, Catalunya destaca al món del ciclisme, més en el camp organitzatiu que en el de ciclistes. A més de l'esmentada Setmana Catalana, la UE Sants continua organitzant la Volta i neix també l'Escalada a Montjuïc. Les principals entitats ciclistes a Catalunya durant els anys 60 i 70 són la UE Sants (que segueix organitzant la Volta), l'Esport Ciclista Barcelona (fundat el 26 de febrer de 1929 i organitzador de la Setmana Catalana i l'Escalada a Montjuïc) i la Federació Catalana de Ciclisme.
El ciclisme català es manté en un segon pla dins del panorama general dels diferents esports a casa nostra des dels anys vuitanta. No hi ha gaire equips professionals catalans. En destaquen el Kelme i l'Artiach, ambdós afiliats a la Federació Catalana. Respecte als ciclistes destaca per damunt de tots Melcior Mauri, vencedor a la Volta a Espanya el 1991 i segon al campionat del món contra-rellotge del 1998. Altres ciclistes destacats a la carretera foren Josep Lluís Laguía (5 cops guanyador del premi de la muntanya a la Vuelta), Josep Recio o Pere Muñoz (desè classificat al Giro).
És precisament en la resta de modalitats ciclistes on els catalans han destacat més en aquests anys. Entre ells, Ot Pi (el millor especialista mundial de biketrial), Francesc Puig i Francesc Pla (grans campions de ciclo-cross a nivell estatal) o els pistards, Joan Llaneras (nascut a Mallorca i instal·lat a Catalunya, campió del món i olímpic), Isaac Gàlvez (campió del món), José Antonio Escuredo (exrecòrdman del món del quilòmetre i plata olímpica) i Sergi Escobar (bronze olímpic i campió del món). En aquest sentit, cal destacar la construcció del Velòdrom d'Horta a Barcelona, que fou seu dels campionats del món de 1984 i dels Jocs Olímpics de 1992. L'any 2006, amb el suport de la Federació Catalana de Ciclisme, es va crear el Catalunya Track Cycling Team amb l'objectiu de permetre els ciclistes catalans més joves competir internacionalment al més alt nivell, participant com a equip privat a la Copa del Món de ciclisme en pista.

## Grans ciclistes
| - Entre 1900 i 1920 - Sebastià Masdeu - Joan Martí - Josep Magdalena - Entre 1920 i 1940 - Jaume Janer - Josep Lluís Miner - Telmo García - Eduard Tresserras - Manuel Alegre - Miquel Bover - Joan Baptista Llorens - Miquel Mucio - Marià Cañardo |  | - Entre 1940 i 1960 - Miquel Poblet - Guillem Timoner - Josep Saura - Josep Serra - Francesc Massip - Josep Segú - Alfred Esmatges - Anicet Utset - Entre 1960 i 1980 - Josep Pesarrodona - Pere Vilardebó |  | - Entre 1980 i 2000 - Josep Lluís Laguía - Josep Recio - Pere Muñoz - Jaume Vilamajor - Antoni Coll - Celestí Prieto - Melcior Mauri - Àngel Edo - Francesc Puig - Francesc Pla - Ot Pi - Joan Llaneras |  | - Des del 2000 - Joan Antoni Flecha - Isaac Gàlvez - José Antonio Escuredo - Carles Torrent - Sergi Escobar - Joaquim Rodríguez - César Cañas - Des del 2010 - Dani Comas - Gemma Abant - Mireia Abant - Marc Soler |